# Municipio de Venango (condado de Crawford)
El municipio de Venango (en inglés, Venango Township) es un municipio del condado de Crawford, Pensilvania, Estados Unidos. Tiene una población estimada, a mediados de 2021, de 938 habitantes.
Abarca una zona exclusivamente rural.

## Geografía
Está ubicado en las coordenadas 41°48′43″N 80°07′19″O / 41.812, -80.122.

## Demografía
Según la Oficina del Censo, en 2000 los ingresos medios de los hogares eran de $42,679 y los ingresos medios de las familias eran de $46,250. Los hombres tenían ingresos medios por $33,929 frente a los $21,442 que percibían las mujeres. Los ingresos per cápita eran de $17,891. Alrededor del 14.2% de la población estaba por debajo del umbral de pobreza.
De acuerdo con la estimación 2016-2020 de la Oficina del Censo, los ingresos medios de los hogares son de $80,000 y los ingresos medios de las familias son de $92,500. Alrededor del 4.1% de la población está por debajo del umbral de pobreza.